# بنيامين فيشر
بنيامين فيشر (بالألمانية: Benjamin Fischer)‏ (و. 1980  م) هو لاعب كرة قدم، من ليختنشتاين، يلعب كمهاجم.

## مسيرته الكروية
لعب بنيامين فيشر خلال مسيرته الاحترافية مع 4 أندية في ثلاثة عشر موسمًا وسجل خلالها 129 هدف ضمن 264 مباراة. ولم يفز بأي موسم بالكأس أو بالدوري.
خاض بنيامين فيشر مسيرته مع USV Eschen/Mauren ‏ في موسم 1998–99 لمدة موسم واحد، مشاركًا في 28 مباراة سجل خلالها 20 هدف. ثم انتقل إلى نادي فادوتس في موسم 1999–00 في المرة الأولى لمدة موسم واحد ثم في موسم 2003–04 ليلعب معه سبعة مواسم ثم في موسم 2010–11 لمدة موسم واحد، حيث شارك طوالها في 178 مباراة سجل خلالها 64 هدفًا. لينتقل بعدها إلى FC Chur 97 ‏ في موسم 2001–02 ولمدة موسمين، مشاركًا في 47 مباراة سجل خلالها 38 هدفًا. ثم انتقل إلى نادي كياسو في موسم 2009–10 لمدة موسم واحد، مشاركًا في 11 مباراة سجل خلالها 7 أهداف.

## روابط خارجية
- بنجامين فيشر على موقع قاعدة بيانات كرة القدم.إي يو (الإنجليزية)
- بنجامين فيشر على موقع ناشيونال فوتبول تيمز (الإنجليزية)